# Gary Anderson (cyklist)
Gary Anderson, född den 18 september 1967 i London, Storbritannien, är en nyzeeländsk tävlingscyklist som tog OS-brons i cykelförföljelsen vid olympiska sommarspelen 1992 i Barcelona.